# Infantele Carlos, Conte de Montemolín
Infantele Carlos, Conte de Montemolín (n. 31 ianuarie 1818, Madrid, Madrid⁠(d), Spania – d. 13 ianuarie 1861, Trieste, Imperiul Austriac) a fost pretendent carlist la tronul Spaniei sub numele de Carlos al VI-lea după ce tatăl său a renunțat în 1845 iar el a luat titlul de Conte de Montemolín.

## Biografie
Carlos s-a născut la Palatul Regal din Madrid, ca fiul cel mare Infantelui Carlos al Spaniei (fratele regelui Ferdinand al VII-lea) și a primei lui soții, Infanta Maria Francisca a Portugaliei.  

### Căsătorie
La 10 iulie 1850, Carlos s-a căsătorit cu verișoara lui primară, Prințesa Maria Carolina de Bourbon-Două Sicilii, a cincea fiică a regelui Francisc I al celor Două Sicilii și a celei de-a doua soții, Maria Isabella a Spaniei. Nu au avut copii.
În 1860 el și fratele său, Infantele Don Fernando au fost luați prizonieri la San Carlos de la Rápita. Mai târziu au fost eliberați. În 1861, brusc și neașteptat, Carlos Luis, soția lui Carolina și fratele lui Fernando au murit, probabil de tifos. Toți trei au fost înmormântați la Trieste. Don Carlos a fost succedat de fratele său, Juan, Conte de Montizón.